# Bruno (imię)
Bruno, Brunon – imię męskie pochodzenia germańskiego. Wywodzi się od słowa brün oznaczającego „niedźwiedź” lub „brunatny”. Forma Brunon powstała pod wpływem łacińskim. W Polsce imię Bruno po raz pierwszy zanotowano w 1236 roku.
W 2022 roku imię Bruno nosiło 13566 obywateli Rzeczypospolitej Polskiej (138. pozycja wśród imion męskich), natomiast w wariancie Brunon 3292 (228. pozycja).
Bruno i Brunon imieniny obchodzą: 17 maja, 12 lipca, 14 lipca, 18 lipca, 6 października, 11 października i 15 października.

## Znane osoby noszące to imię
Święci
- Bruno I z Kolonii – arcybiskup Kolonii, brat cesarza Ottona I (wspomnienie liturgiczne: 11 października)
- Bruno Kartuz – mnich, założyciel kartuzów (wspomnienie liturgiczne: 6 października)
- Bruno Bonifacy z Kwerfurtu – biskup misyjny działający na terenach północnej Polski (wspomnienie liturgiczne: 12 lipca)
- Bruno z Segni – kardynał, mnich, opat na Monte Cassino (wspomnienie liturgiczne: 18 lipca)
- Bruno (biskup Würzburga) – biskup (wspomnienie liturgiczne: 27 maja)

Pozostałe osoby
- Bruno Bellone
- Bruno Binnebesel
- Bruno Gröning
- Bruno Jasieński
- Bruno Kiciński
- Bruno Kovačić
- Brunon Kwiecień
- Brunon Marchewka
- Brunon Olbrycht
- Bruno Platter – duchowny katolicki, wielki mistrz krzyżacki
- Bruno Pontecorvo – fizyk włoski
- Bruno Senna – brazylijski kierowca wyścigowy
- Bruno Schulz
- Bruno Winawer
- Brunon Zwarra – polski publicysta
- Ryszard Milczewski-Bruno – pseudonim
- Brunon Hołyst
- Bruno Mars, właściwie Peter Gene Hernandez – amerykański wokalista, producent muzyczny i autor tekstów
- Bruno O’Ya – aktor, muzyk, sportowiec

## Odmiana przez przypadki
Zgodnie z tradycyjną wykładnią zasad gramatycznych wariant imienia Bruno posiada identyczną deklinację, co Brunon (np. narzędnik l. poj. Brunonem, a nie Brunem). Podobnie ta zasada dotyczy takich męskich imion, jak Iwo/Iwon, Hugo/Hugon, Otto/Otton (ale już nie słowiańskich imion męskich zakończonych na literę o np. Mieszko, Joszko). Gdzieniegdzie zdarza się nie odmieniać imienia (np. Przeczytałem książkę Bruno Schulza). Są też głosy usprawiedliwiające potoczną odmianę imienia w wariancie zakończonym na o.